# IBM 휠라이터

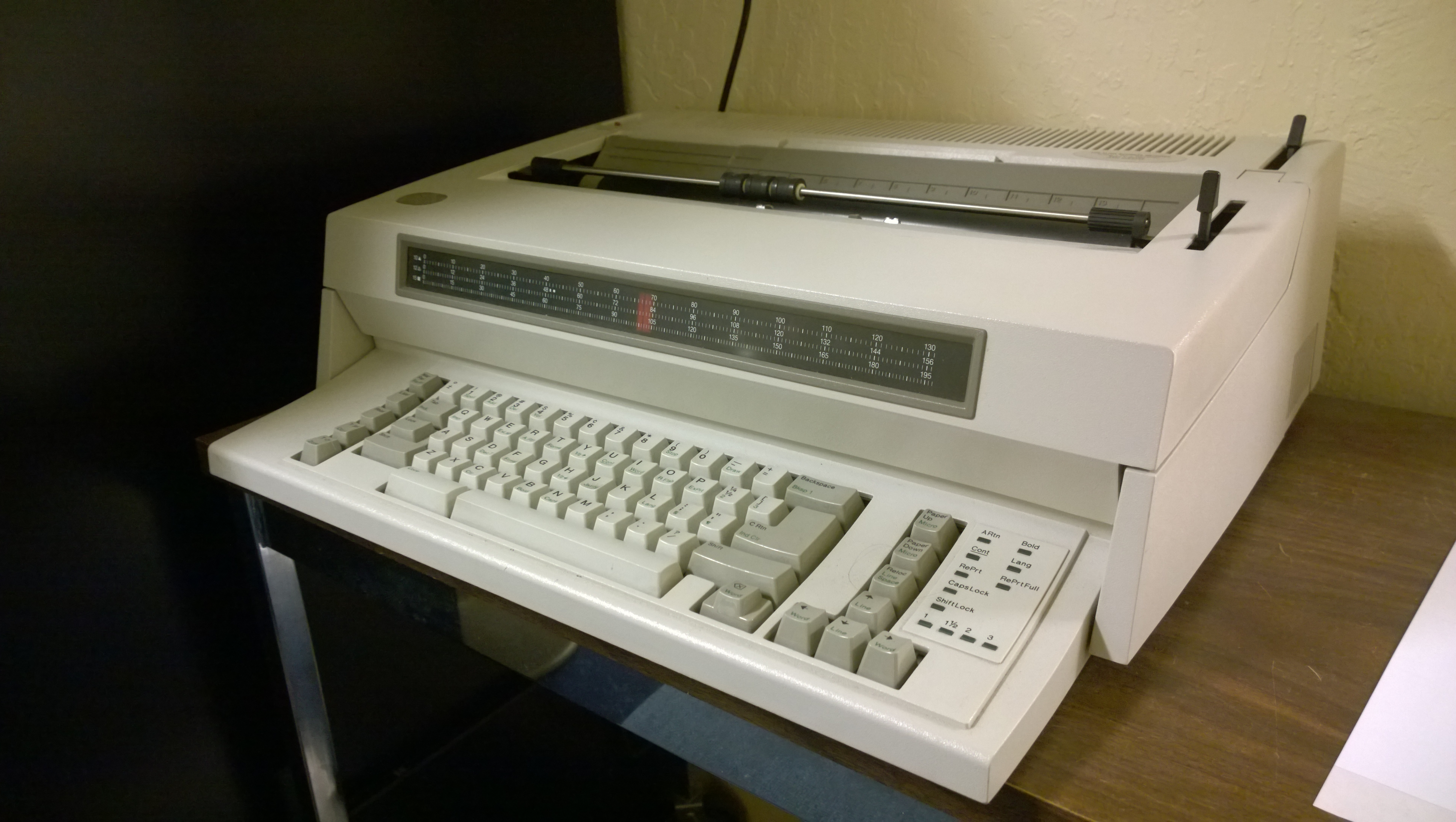

IBM 휠라이터(IBM Wheelwriter)는 1984년부터 1991년까지 IBM에서, 1991년부터 2001년까지 렉스마크 인터내셔널(IBM 분사)에서 제조한 전자 타자기 제품군이다. 휠라이터 시리즈의 타자기는 교체 가능한 데이지 휠 카트리지를 사용한다. 잉크 리본과 임팩트 인쇄 헤드를 통해 페이지에 고품질 글자체를 생성한다. 사용자가 다양한 서체 간에 전환할 수 있도록 카트리지를 교체할 수 있다. 휠라이터는 IBM 최초의 데이지 휠 타자기였으며 IBM 타자기 제품군의 기술적 정점을 대표하며 1984년 출시된 장수하고 상업적으로 성공한 IBM Selectric 타자기 시리즈를 대체했다.